# Anzinger Straße
Die Anzinger Straße ist eine Innerortsstraße in den Stadtbezirken Berg am Laim (Nr. 14) und Ramersdorf-Perlach (Nr. 16) von München.

## Verlauf
Die Straße beginnt in Verlängerung der St.-Martin-Straße an der Rosenheimer Straße am Südrand des Werksviertels, einer früheren Gewerbefläche im Osten der Ostbahnhofs. Sie führt zur Kreuzung mit der Melusinenstraße und der Aschheimer Straße und geht dort in die Bad-Schachener-Straße über.

## Öffentlicher Verkehr
Die Straße wird von der Metrobuslinie 55 und zwei Stadtbuslinien durchfahren. Die Münchner U-Bahn berührt sie mit der Linie U 5, deren U-Bahnhof Innsbrucker Ring nicht weit entfernt liegt. Der U-Bahnhof Karl-Preis-Platz der Linie U 2 liegt rund 250 m südlich.

## Namensgeber
Die Straße ist nach der Gemeinde Anzing im Landkreis Ebersberg östlich von München benannt.

## Charakteristik

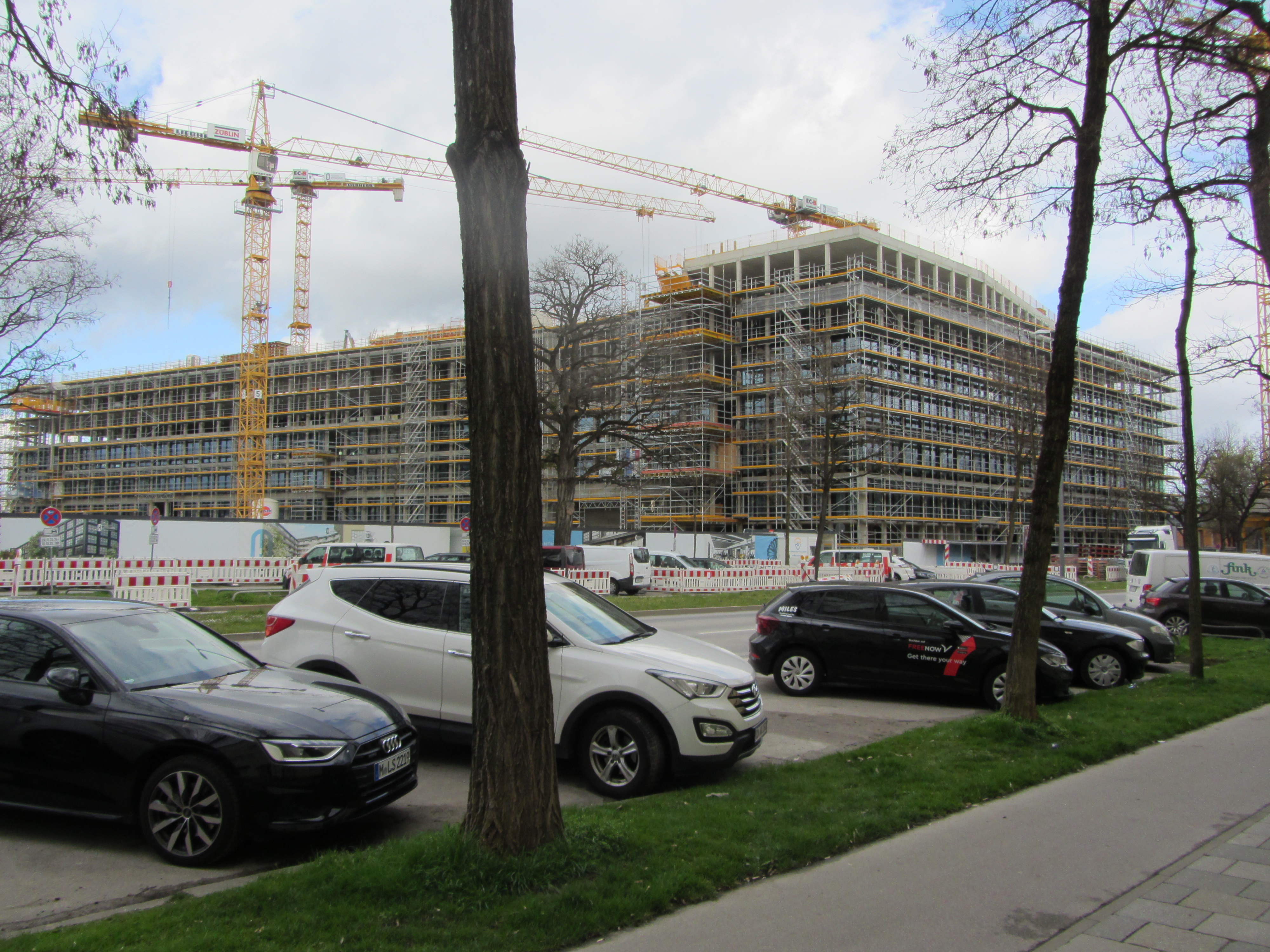
Baublock Officehome Soul (Nr. 23–29), Bauzustand April 2023

Die Straße, die getrennte Richtungsfahrbahnen besitzt, ist die südliche Begrenzung des Werksviertels. An der Nordseite lagen die Zündapp-Werke, auf deren Gelände (Anzinger Straße 23–29) ein Baublock namens „Officehome Soul“ des Kölner Projektentwicklers Pandion errichtet wird, der ab 2024 als Ausweichquartier für das Deutsche Patent- und Markenamt dienen soll.

## Denkmalgeschützte Bauwerke
In der Straße liegen keine denkmalgeschützten Bauwerke.

## Öffentliche Einrichtungen

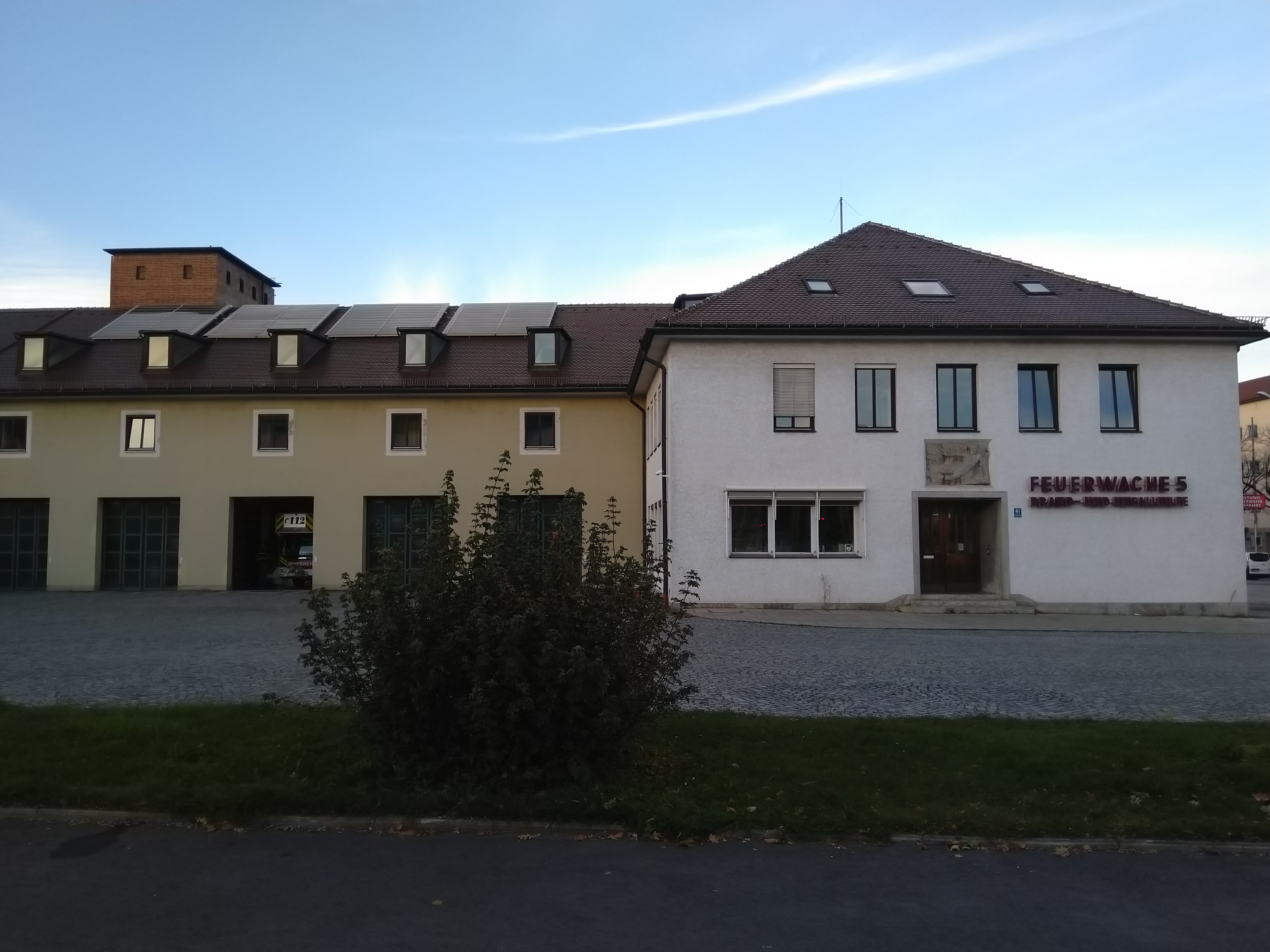
Ehemalige Feuerwache 5

- Feuerwache 5 (Anzinger Straße 41) an der Ecke zur Aschheimer Straße mit Relief Schutz für die Stadt von Elmar Dietz[3], die Feuerwache wurde 2021 abgebrochen und durch einen Neubau an der Aschheimer Straße 30 ersetzt.